# Sombold So 344
El Sombold So 344 Schußjäger (tir de caçador) era un avió propulsat per coets dissenyat entre 1943/1944 per l'enginyer Heinz Sombold a Naumburg/Saale, Alemanya. El projecte es va produir quan la Luftwaffe buscava una Wunderwaffe per desplegar durant l'atac dels bombarders aliats a l'Alemanya nazi els darrers anys de la Segona Guerra Mundial.

## Descripció
El So 344 estava originalment pensat com un caça paràsit armat amb dues metralladores MG 81 i un canó MK 108, però el seu disseny original es va canviar el gener de 1944. La segona versió de l'aeronau va conservar les dues metralladores, però la seva secció frontal era un morro explosiu desmuntable amb aletes estabilitzadores farcit de 500 kg d'explosius. El pilot s'asseia a l'habitacle que hi havia a la secció posterior, prop de la cua. L'avió, pròpiament dit, tenia una envergadura de 5,7 m i una longitud de 5,3 m. Incloent el morro expulsable, la seva longitud seria de 7 m.
L'avió s'hauria alliberat d'un avió mare en assolir l'altitud de combat. Aleshores, s'encendria el seu motor de coets Walter HWK 109-509 i faria un picat cap a la flota de bombarders enemics amb un angle de 45 graus. Poc abans del contacte, alliberaria el nas explosiu, equipat amb una espoleta de proximitat, al centre de la combat box de manera que danyaria el major nombre possible de bombarders. Aleshores, intentaria aprofitar el combustible que quedava al seu motor de coets per fugir i finalment aterrar sobre els seu patí fix.
A causa dels riscos extrems per al pilot inherents a l'operació d'aquest avió, el Sombold So 344 de vegades és catalogat com a arma suïcida. Tot i això, no estava pensat com a tal, tot i que les possibilitats de supervivència haurien estat molt limitades per al pilot d'un artefacte tan perillós.
El Sombold So 344 va ser un avió experimental que mai es va construir en sèrie. El projecte va ser abandonat poc abans de la rendició de l'Alemanya nazi a la Segona Guerra Mundial i només es va construir un model a escala 1/5 per a proves aerodinàmiques.